# David S. Landes
David Saul Landes (ur. 29 kwietnia 1924 w Nowym Jorku, zm. 17 sierpnia 2013 w Haverford, w stanie Pensylwania) – amerykański historyk oraz ekonomista, wieloletni pracownik naukowy Uniwersytetu Harvarda. Autor popularnych książek o tematyce historyczno-ekonomicznej. W swojej karierze naukowej zajmował się badaniem głównego nurtu postępu ekonomicznego i modernizacji technicznej w historii powszechnej.

## Życiorys
Urodził się i dorastał na Brooklynie. Studiował w City College of New York oraz na Harvardzie. W trakcie II wojny światowej został wcielony do wojska, gdzie służył w łączności. Podczas służby nauczył się języka japońskiego. Po wojnie powrócił na Harvard, gdzie ostatecznie w 1953 roku uzyskał tytuł doktora. Podjął wtedy pracę na Uniwersytecie Columbia. W 1957 roku przyjął posadę profesora historii i ekonomii na Uniwersytecie Kalifornijskim w Berkeley. Równocześnie został członkiem Centrum Zaawansowanych Nauk Behawioralnych na Uniwersytecie Stanforda. W Kalifornii pracował do 1964, kiedy to ponownie przeniósł się na Uniwersytet Harvarda. Na swojej macierzystej uczelni pracował do 1996 roku, kiedy zdecydował o zakończeniu kariery zawodowej. W latach 1981–1993 pełnił funkcję przewodniczącego Harvard's Committee on Degrees in Social Studies, natomiast w 1984 roku został członkiem Harvard's Society of Fellows. Zmarł 17 sierpnia 2013 w Haverford, w stanie Pensylwania. Był żonaty z Soni Landes (1944-2013), z którą miał trójkę dzieci – Jane Landes-Foster, Alison Landes-Fiekowsky oraz Richarda Landes, który również został znanym historykiem.

## Działalność naukowa
W swoich badaniach często używał metod porównawczych. Ich głównym celem była próba ustalenia czynników gospodarczych, historycznych, politycznych, społecznych, kulturowych i geograficznych, które miały wpływ na przyspieszony rozwój techniczno-ekonomiczny jednych społeczeństw oraz zapóźnienie innych. Jego prace spotkały się z dużym zainteresowaniem i w większości aprobatą ze strony środowiska naukowego, choć cześć badaczy zarzucała mu nadmierny europocentryzm oraz przypisywanie zbyt dużego znaczenia rozwojowego kapitalizmowi. Jednym z głównych krytyków prac Landes'a był ekonomista Stephen Marglin.

## Wybrane publikacje

### Tłumaczenia na język polski
- Dynastie. Wzloty i upadki największych firm rodzinnych. 2007. ISBN 0-670-03338-3. Brak numerów stron w książce
- Bogactwo i nędza narodów. Dlaczego jedni są tak bogaci, a inni tak ubodzy. 1998. ISBN 0-393-04017-8. Brak numerów stron w książce

### Inne publikacje
- Revolution in Time: Clocks and the Making of the Modern World. 1983. ISBN 0-674-00282-2. Brak numerów stron w książce
- The Unbound Prometheus: Technological Change and Industrial Development in Western Europe from 1750 to the Present. 1969. ISBN 0-521-09418-6. Brak numerów stron w książce
- Bankers and Pashas: International Finance and Economic Imperialism in Egypt. 1958. ISBN 978-0674061651. Brak numerów stron w książce